# Witold Wawrzyczek
Witold Wawrzyczek (* 22. Mai 1973 in Rybnik, Polen) ist ein ehemaliger polnischer Fußballspieler. Der 1,93 m große Linksverteidiger spielte fast sieben Jahre lang in der ersten und zweiten deutschen Bundesliga.

## Vereine
Von seinem Jugendverein Odra Wodzisław wechselte Wawrzyczek Anfang 1994 zu Ruch Chorzów in die erste polnische Liga. 1997 kam er nach Deutschland zu Energie Cottbus, mit dem im Jahr 2000 der Aufstieg in die erste Fußball-Bundesliga gelang. 2002 ging Wawrzyczek zum Karlsruher SC, von wo aus er nach einem Jahr nach Polen zurückkehrte. Dort spielte er jeweils eine Spielzeit für Szczakowianka Jaworzno und für Cracovia. 2005 kehrte er nach Deutschland zurück und spielte sechs Monate lang für Dynamo Dresden, von wo aus er zum griechischen Klub GS Diagoras Rodos wechselte. Im Oktober 2006 ging er von dort zum polnischen Zweitligisten GKS 1962 Jastrzębie, wo er 2012 seine Karriere beendete.

## Statistik
Während seiner Zeit in Deutschland kam Wawrzyczek zu 13 torlosen Bundesligaeinsätzen. Erfolgreicher war er in der 2. Bundesliga: In 106 Spielen gelangen ihm hier elf Treffer, zehn davon für Cottbus, einmal war er für Dresden erfolgreich. Wawrzyczeks größter Erfolg war der Aufstieg in die erste Bundesliga mit Energie Cottbus im Jahr 2000. 